# Tim Jitloff
Tim Jitloff (født 11. januar 1985 i San Jose, Californien) er en amerikansk alpin skiløber, der primært konkurrerer i storslalom. Han har siden 2007 været en del af det nationale amerikanske hold, der deltager i verdenscuppen i alpint skiløb, og han har deltaget i vinter-OL 2014.
Jitloffs bedste placering er to femtepladsen i storslalom opnået i henholdsvis 2009 og 2013, og hans bedste samlede placering i verdenscuppen er en attendeplads i 2013-14-sæsonen. Hans bedste VM-placering er en sekstendeplads i 2013, mens han ved OL i 2014 opnåede en femtendeplads, begge i storslalom. Jitloff har også undertiden deltaget i slalom og i den kombinerede konkurrence, hvilket har givet lavere placeringer i alle tilfælde.